# ハチワンダイバー
『ハチワンダイバー』(81diver) は、柴田ヨクサルによる日本の漫画作品。『週刊ヤングジャンプ』（集英社）2006年41号から2014年33号まで連載された将棋アクション漫画。元奨励会の青年・菅田がアキバの受け師に導かれて真剣師との戦いを繰り広げていく。
宝島社「このマンガがすごい!」2008年版オトコ編1位作品。
2008年にテレビドラマ化された。

## あらすじ
主人公の青年 菅田健太郎は、かつてプロ棋士を目指していたが挫折し、今では「賭け将棋」で日銭を稼きつつ、漫然とした日々を送っていた。
勝負に勝ち過ぎ対局を避けられるようになった菅田は、ある日秋葉原の凄腕真剣師のウワサを聞く。秋葉原に赴いた菅田は、自信満々でメガネの女真剣師「アキバの受け師」に勝負を挑むが、手も足も出ずに完敗を喫して10万円を奪われる。 
プライドをズタズタにされ、その悔しさから久々に将棋への情熱を取り戻す菅田。しかし自堕落な生活で部屋は荒れ放題で、片付けをしてもらうために、清掃代行会社に派遣サービスを依頼する。しかし、現われたのはなぜかメイド。しかも菅田を「ご主人様」と呼ぶそのメイドのミルクこそ、彼のプライドを打ち砕いた張本人「アキバの受け師」だった。
部屋の片付けをほっぽり出して、全財産50万円で再勝負を挑んだ菅田は、再び敗れて無一文になってしまう。

## 登場人物

### 主人公サイド
菅田健太郎（すがた けんたろう）
主人公。幼い頃から20年を将棋に捧げるも、四段昇格ならずプロへの道を断念し、奨励会定年退会後、素人相手の真剣で日銭を稼いで漫然と生きる日々を送っていたが、「アキバの受け師」に敗北したことをきっかけとして、真剣の道を本格的に歩み始める。マムシとの一戦で「（将棋の）盤に潜れ」という、かつての師匠の言葉を思い出して覚醒。以降、集中して本気を出す時等には「ダイブ！」と叫び、自らを9×9＝81マスの将棋盤に潜る者ハチワンダイバーと名乗る様になる。ダイブ時には意識が盤面の中に潜ったり、駒の軌跡が光って見える。スローガンは「アイラブ将棋」。将棋に対する執着心と同様、中静そよ（みるく）に並々ならぬ好意を抱いており、掃除のサービスとは関係なく度々将棋の本で埋まった自宅アパートに出張させている。
そよ、斬野、澄野らの鬼将会を潰す計画に参入し、将棋センターで鬼将会からの接触を待っていた所、羽比田の依頼から鬼将会潜入の糸口を掴む。たどり着いた先でマムシと再会し、菅田は小指を、マムシは命をかけての対局になるが、これに勝利。逃げ出してきたマムシと死闘を経て和解し、二こ神の所で共に暮らすよう勧めた。
その後、そよ達の作戦の「鬼将会をおびき出す餌」にされるが、その直後に鬼将会によって拉致され、家も燃やされて独立将棋国家へと放り込まれる。一旦は所持金と下着以外の衣類を全て盗まれて一文無しになるも、薪割りバイトで得た100円を元手に再起を図り、得た金を全て次の対局に賭ける倍々ゲームで連勝。150万余りの金を獲得し、地下を抜ける。
将棋コロシアムに上がってからはそよ、澄野、右角と共に文字山率いる「モンジ隊」のメンバーとなった。対局を繰り返していく中、谷生がそよとの対局に勝利し連れ去ろうとした所に偶然遭遇し、目隠し将棋を挑むも一蹴されてしまう。その後そよを助けたい一心でダストシュートをよじ登り、更に上の階に侵入。アサシンにより排除されかかるが、たまたま居合わせたサラリーマン風の男の代打ちを倒した事で彼の新しい代打ちとなり、ジョンス・リーと百時間切れ負けルールで戦うこととなる。全く未経験の超長期戦に耐えきれず精神崩壊を起こしかけるが、そよへの想いを心の支えとして持ち直し、今まで経験してきたそよの受けと澄野、右角の攻めの技術を活用しながら逆転。最後は超絶のダイブによって一億通りもの勝ち筋を完璧に読み切り、勝利した。
対局後は疲労困憊のため爆睡していたが、目覚めた直後に鬼将会主催のトーナメントの参加者にさせられ、1回戦第1試合でファンタスティック三郎と対局。本当の意味で勝つためには手段を選ばない三郎の戦術に苦しみながらもこれに勝利した。
監修の鈴木八段と同じく振り飛車を得意とするが、相手に得意戦法を知られないよう、瞬時に別な戦法へと切り替える柔軟さも持つ。更に独立将棋国家での連戦の中で「ハチワンシステム」という独自の戦法を編み出した。
強敵との戦いで実力を付けて師匠の鈴木、初めてそよにも勝利してトーナメント優勝。その後谷生との対局にも勝利した。谷生の遺言に従い六年間世界を回って、将棋の普及を確認していた。そして、そよと再び対局する際にプロポーズし結ばれて物語の幕は閉じる。
中静そよ（なかしず そよ）
ヒロイン。「アキバの受け師」と呼ばれる女真剣師。19歳。巨乳・巨尻で豊満な体型。普段は地味でメガネを着用している。
「秋葉原メイド掃除クラブ」で出張メイドのアルバイトをしており、メイドとしての源氏名はみるくであり、後述するようにメイドになることが心の支えになっている。メイド時は胸元が大きく開いたメイド服を着用して依頼者に愛想よく笑顔で振舞うが、平時は無表情かつ無口で、1000万円を賭けた真剣でも顔色一つ変えず平然としている。しかし、人間味が欠けているわけではなく、本人の意思とは関係無く、勝手に彼女の「おっぱいを揉む権利」がかかった将棋が始まった時は冷や汗をかき、動揺していた。
人並み外れた大食漢で、クリスマスケーキほぼ1つを一コマで消滅させ、ファミリーレストランでは一回のオーダーでテーブルが埋まるほどの量を注文し、焼肉では目前で何が起きても箸が止まることはない。また、小学生の時、給食係が給食を配り終わった瞬間に本人も理由が分からないうちに食べ終えてしまい、その後しばらく食べる子供の略で「タベコ」というあだ名をつけられていた。沢山食べると腹が臨月の妊婦のようにパンパンに膨れ上がるが、強烈な対戦をすることで一気に消化することもある。
作中で描写されている中では最強レベルの棋力の持ち主で、鬼将会の谷生と対戦するまで36221連勝無敗であった。「受け師」の異名通り、強固な囲いで相手の攻めを受け潰す強力な受けが持ち味であるが、腕力将棋を最も得意とする澄野を「将棋の腕力」で下す、元プロ棋士相手に連続で5連勝する、初見で「煙詰め」を解く、異能感覚の持ち主に対して同じ異能感覚を用いて戦うなど、将棋に関しては計り知れない実力と知識を有している。ただし天才という訳ではなく、死んだ父と兄の無念を胸にひたすらに棋力を磨いてきた、膨大な努力に基づいた強さである。
実家は将棋道場を経営しており、プロ棋士になれなかった父と兄のエゴによって、幼少の頃から無理やり将棋を指さされる日々を送っていた。その拷問の様な将棋の訓練を見かねた母が冗談のつもりでメイドの格好をさせてみた所、それが偶然そよの折れかけていた心のバランスを取る事に繋がり、同時にその将棋魂に火をつけるきっかけとなった。また、時期を同じくして初めて谷生と出会い、将棋を指した事で彼の興味の対象となっていた。
地下将棋国家では真剣師達を相手に百面指しをしかけ、これに全勝。過去最高速度で地下を抜ける。将棋コロシアムでも連戦連勝を重ね、その見た目と相まってアイドルのような扱いを受けていたが、突如現れた谷生に敗北し、上に連れ去られてしまう。その後は谷生専属のメイドとして扱われ、対局をねだっては敗北し、着替えを強要されるというサイクルの中で精神を少しずつ崩壊させていった。それでもジョンスとの対局に勝利した菅田を心の支えとし何とか耐えていた所、給仕係として訪れた凜と再会。命を賭けて谷生と対局し負けた時にせめて一矢報いたいとの思いから、蹴りのレクチャーを受け始める。そのまま順調に蹴りの訓練を積んでいたが、谷生が自分の棋譜を持ち込んだ事でそれに没頭し、意識を変化させていった。更に異父姉妹である卑弥呼の登場とその誕生の経緯を知らされた事、彼女との対局に敗北した事で大きな精神的ショックを受け、更なる強さを目指すため谷生に直接の師事を願い出る。
谷生との特訓で棋力を凄まじく向上させ彼に惹かれるものすら感じ菅田との間で揺れ動くことに。トーナメントに出場し卑弥呼にリベンジして、表社会の名人にまで勝利することで兄の願いを果たしたものの、菅田との決勝では彼への想い故の緩手から逆転され敗れる。その後谷生と菅田の戦いに立ち会い、谷生からの告白に揺さぶられながらも、最終的に菅田の勝利を見届け、自分の分まで指してくれとの遺言（実は菅田は生きていたが）を叶えようとプロ棋士になった。名人にまで登り詰めたが引退。しかし、将棋は捨てられなかった時に菅田との真剣対局で再会。彼のプロポーズを受け入れつつ自らもプロポーズした。その際の勝負にも勝ったことで物語終了時点での世界最強棋士と言える。
二こ神（にこがみ）
雁木の構えからの入玉戦法を得意とするホームレスの真剣師。本名は神野神太郎（じんの しんたろう）と名前に「神」の字が2つ入るため、二こ神のあだ名がついた。年齢は、推定で70代後半。川のヌシを釣る事と将棋を続けるのが目標。
20年前に「雁木（囲い）」を使ってアマチュア名人戦三連覇、そしてプロ対局前日、プロに勝つことを条件につやに求婚するも無下に断られ、さらに食い下がって「おっぱいを触る」事を要求するも、呆気無くつやに去られ、その場で号泣。対局当日はその感情を爆発させたかのような鬼神の如き指し筋で、プロ棋士に勝利する偉業を果たした。しかし、それで調子に乗った勢いで鬼将会に喧嘩を売り、3人ほどを下した所でヤクザの代打ちにさせられてしまう。更に話が飽和しきった結果自身の命まで賭けた対局を行う羽目になり、それに敗北。必死で命乞いをした事で命は助かったものの、ホームレスへと転落し、河原に住むようになる。本人曰く「将棋の魔力に魅入られた人間の1人」。
つやの娘のそよとは旧知の間柄であり、菅田を強くするためにそよが1人目の対局者として選んだが、話の流れから「そよのオッパイを揉む権利」を賭ける事になる。得意の雁木から入玉に持ち込んで対局を優位に進めるが、ダイブモードを発動させた菅田に敗れる。対局後、約束通りそよの胸を揉むよう菅田に促すが、菅田の話を聞いて「お前はオッパイを揉んだら将棋が弱くなる」と判断。前言を撤回し、揉む事を禁止した。
その後、斬野に敗北し自暴自棄になっていた菅田の相談に乗り、そよの胸に挟まれた事で菅田の棋力が半分にまで下がってしまったと分析。元に戻してやると言い、自分に弟子入りする事を提案する。菅田は最初嫌がっていたが、20年目の雪辱戦を挑んできた海豚七段を返り討ちにする様を見せる事で菅田を感動させ、弟子入りさせた。一手を10秒以内に指し、どちらかが音を上げるまで何度でも対局する「10秒将棋デスマッチ」で1日の大半を過ごし、食料調達などの際にも将棋の話をするなど、とにかく生活の全てを将棋漬けにするという修行によって、菅田の棋力を元通り以上のレベルにまで引き上げた。
その後菅田の仲介により、鬼将会を抜け行く宛を失ったマムシを引き受け、かつての菅田と同様に河原で修行させながら共同生活を送る。鬼将会潜入以降、マムシが左手にはめているぬいぐるみをプレゼントしたのも彼である。
菅田の頼みでマムシと共に鬼将会本部に入り、澄野とチッチが抜けた穴を埋めてモンジ隊の新メンバーとなるが、菅田達の壊滅に動き出した三匹の鬼・3本角の鬼がマムシに対局を迫っている所に遭遇。彼の代わりに命懸けの対局を行う事となる。打ち筋を全て読み尽されて敗北寸前まで追い詰められるが、残り僅かな命を全て燃やし尽くす気迫の攻めで逆転勝利し、マムシとの楽しかった日々を回想しながら安らかに死亡した。遺体は釣りの際によく座っていた岩の傍に埋葬された。
文字山ジロー（もんじやま ジロー）
小学生に大人気の漫画家という顔を併せ持つ真剣師。「なるぞうくん」という、と金を主人公とした漫画を執筆している。漫画のアイデアは、ファミレスでよく思いつくらしい。駒と対話しながら対局を進める異能感覚の持ち主で、対局を1つのストーリーとして捉える事ができる。棋力がかなり不安定で、元アマ名人に圧勝したかと思えば、棒銀を受け損なったりホステスに負けたりしている。代表作は前述の「なるぞうくん」、他に「なるぞうの将棋入門」など。
菅田を強くするためにそよが2人目の対局者として選んだ人物で、「文字山が勝ったら菅田が彼のアシスタントになって漫画家を目指し、菅田が勝ったら「なるぞうくん」の主人公を菅田が即興で作ったラクガキ「ハチワンくん」に変更する（確実に連載が潰れる）」という双方の人生を賭けた対局を行う。穴熊で守りを固めた上で菅田のダイブをも上回る先読み力を見せ、時間切れ負けのギリギリにまで追い詰めるが、焦りによって先を読み切れなくなった菅田に詰みまでの展開を委ねられ、そこで詰みを作れなかった事から逆転を許す。お互い残り時間数十秒の中で一進一退の泥勝負へともつれこむも、最後は菅田の打った歩によって勝負手を攪乱され敗北。その夜の内に、アシスタント達と号泣しながら「なるぞうくん」の最終回を仕上げた。敗北し連載終了後しばらくは駒との対話もできなくなっていたが、「なるぞうくん」を読んで将棋を始めたという少年達の励ましで再び「なるぞうくんII世」を執筆し始め、再び対話が可能になった。
その後、鬼将会の誘いに乗って自ら地下将棋街に拉致されるが、自分からどんどん鬼将会の中に入り込んでいき、今では鬼将会のVIPの一人と化している。独立将棋国家と将棋コロシアムにそれぞれ自分の部屋を持っており、それらの部屋が階段で繋がっているため、かなりの広範囲に渡って自由に鬼将会ビルの中を動き回れる。
地下を抜けてきた菅田、そよ、澄野、右角をまとめて雇い、それに自身を加えた「モンジ隊」を結成。連戦連勝により知名度を急激に上げていくが、それを危険視した氷村とキザキの罠によって将棋ボクシングで戦う羽目になってしまい、山垣に一撃でノックアウトされて戦線を離脱。更に、モンジ隊壊滅を命じられた2角鬼に拉致されて強制的に対局させられそうになるが、こちらは鈴木八段に救われた。
鬼将会主催のトーナメントではやや強引に参加資格を手に入れ、1回戦第2試合で神と対局するが、圧倒的な実力差の前に完敗した。鬼将会消滅後も真剣活動もしていて菅田とそよの再会の場にも同席していた。
斬野シト（きりの シト）
人形作りを本業とする真剣師。「斬野樹脂」と名づけられた独自の樹脂を用いて、肌の感触から体毛まで本物の人間に極めて近く、本人曰く「命がないだけで、他は人間と同じ」な女性型の人形を多数制作し、自宅に保管している。人間の苦しみは命がある事にあると考えているため人形に命を与えたいとは思っていないが、いつの日か秋葉原において人形達に命を与え、本気で愛し、結婚する者が出ると予想している。また、人形作りの他に機械工作も得意としており、鬼将会に拉致された菅田を捜索するための発信器やレーダーも自作している。14巻でボーイズラブであることを自ら暴露しており、おまけ漫画でも澄野への熱い思いを語っている。
前述の予想に基づき、人形達が命を授かる礎となるであろう秋葉原を守るためにザンガードの装備をつけて闇の賭博場を潰して回っていたが、2年前に鬼将会の将棋ボクシング場に踏み込んだ際、日雇いアルバイトで用心棒をやっていた澄野に取り押さえられる。そのまま拘束され、心臓を抜き取られて殺されそうになるが、将棋ボクシングで山垣に勝ったら利き腕で勘弁してやると提案され代行を申し出た澄野が勝利したために利き腕と申告した左腕を失うのみで一命を取り留める。左腕は現在義手となっている。
菅田を強くするためにそよが3人目の対局者として選んだ人物で、「菅田が勝ったら100万円、斬野が勝ったらそよが斬野のものになる」という条件で菅田と対戦。菅田の師匠が考案した新石田流を用いて将棋に心が入っていなかった菅田を一蹴し、そよの型を取り斬野曰く「僕の最高傑作」であり、3億円相当の価値があると自負する等身大の精巧極まりないそよの人形を作成した。その後、二こ神の下で修行を積んだ菅田と再戦。詰まされないために相手の玉を王手一歩手前に追い込み続ける「詰めろ逃れの詰めろ」を菅田にかけて追い詰めるが、そよへの想いを爆発させて凄まじいダイブを行った菅田に「『詰めろ逃れの詰めろ』逃れの詰めろ」をかけられて敗北した。対局後は賭けの内容を決めていなかった事を心苦しく思い、菅田とそよに焼き肉を奢っている。
菅田達が澄野と出会ってからは鬼将会の本拠地を見つけるため、菅田を「釣り餌」として用いる作戦を立てる。直後に菅田を拉致されるが、菅田に仕込んでおいた発信器を頼りに澄野と共に鬼将会の本拠地に向かうも、番人として立ちはだかる氷村に敗北。入口の前でテントを張り突入のチャンスを窺っていたが、澄野に仕掛けておいた盗聴器で澄野のピンチ（実際にはピンチではなかった）を知り、ザンガードのコスチュームで武装してビル内部に強引に突入。そのまま澄野、チッチと共に上の階に行くことになる。
上の階で菅田と再会し、ジョンスとの対局で精根尽きた菅田の復活を待っていた所に1本角の鬼の襲撃を受ける。澄野と共に肉弾戦で戦うが圧倒され、ザンガードのアーマーと義手を破壊されてしまう。澄野の渾身の反撃に合わせて反撃に転じ、鬼を倒す事には成功するが、その犠牲となった澄野を弔うため戦線を一時離脱。埋葬を済ませた後、最新のザンガードスーツや大量の爆弾を携えて再び鬼将会ビルに潜入し、ビルの爆破を狙っている。最終的にビル爆破に成功。その後も凛の手を借りつつ、ザンガード活動を続けている様子。
ヤングジャンプ増刊（『マンタロー2007』）・月刊ヤングジャンプ・ミラクルジャンプに掲載された読切「ザンガード」に、斬野の日常（ザンガードとしてアキバの平和を守っている）と、菅田と対戦するまでの経緯が描かれている。
斬野クル
斬野シトの妹。将棋はあまり強くなく、現在勉強中。夢の中でザンガヘッドを被ると対象者の棋力を測定できる。本人の棋力は5。六年後は卑弥呼と親友になっている。
澄野久摩（すみの くま）
斬野の将棋の師匠。そよと同じく鬼将会を潰すのが目的。原始中飛車を用いた、手の善悪を厭わない力将棋を好む。将棋と同じく大きな体躯と腕力に任せたケンカに明け暮れており、路上でチンピラ数名相手に一人で圧勝している。ガラスの修理代や1000万もの賭け金をその場で現金で支払うなど、常に大金を持ち歩いている様子。また、いつでもどこでも将棋を指せるようマグネット式の折りたたみ将棋盤も複数携帯している。「駒は拾っておけよ なくすからな」が口癖。
2年前に日雇いバイトとして鬼将会の用心棒を務めていたところ、潜入してきた斬野を助けるため彼の代わりに将棋ボクシングで戦う事になる。山垣を倒して斬野の命は救ったものの、続いて現れた谷生に敗北し、代償として内臓の一部を切除された。現在はその影響で本人曰く「後3年」と余命いくばくもない体になっている。
菅田とそよが斬野に焼き肉を奢られていた所に喧嘩をしながら現れ、話の流れから菅田、そよ、斬野と三面指しをする事になる。原始中飛車を用いて菅田と斬野を下すが、そよに対してかなりの禁句らしい「ポッチャリ」という言葉を使ってしまったためそよの怒りに火を付けてしまう。更に菅田の敵を取りたいと思ったそよが攻め合いを仕掛けた事により、「将棋の腕力」で力負けした。その後、そよの力を見込んで鬼将会潰しへの協力を仰いだ。
鬼将会の本拠地を見つけるため、菅田を「釣り餌」として用いる作戦を立てる。直後に菅田を拉致されるが、菅田に仕込んでおいた発信器を頼りに斬野と共に鬼将会の本拠地に向かい、番人として立ちはだかる氷村を倒して潜入する。
将棋コロシアムのフロアではホステス相手に相手の駒を全て取る全駒を連発していたが、千鳥チコに逆に全駒で敗北する。その後彼女に告白されるが、「この世に生まれて以来の怖さを感じる」存在だとしてその告白を一蹴した。彼女のことは相当苦手らしく、夢でうなされる程である。
将棋ボクシングでは、鬼将会の誇るターミネーター・山垣と対戦。彼の要求を受けてお互いに素手になっての「殺し合い」を行い、壮絶な死闘の末に彼を倒した。その後、澄野の危機を知って乱入してきた斬野、チッチと共に更に上の階に上がる事を氷村に要求する。
上の階で菅田と再会し、ジョンスとの対局で精根尽きた菅田の復活を待っていた所に1本角の鬼の襲撃を受ける。斬野と共に肉弾戦で戦うが圧倒され、体に負荷をかけすぎたせいで残り寿命が一気に縮まり戦闘不能になってしまうが、チッチが将棋での対局を鬼に提案している間に何とか回復し反撃に転じる。斬野とのコンビ攻撃で鬼を追い詰めとどめを刺すが、同時に寿命が尽き死亡。菅田グループ3人目の犠牲者となってしまった。遺体はその後斬野によって持ち帰られ、斬野の人形と共に海に埋葬された。
ドラマ版には登場しない。
千鳥チコ（ちどり ちこ）
伝説の元女流棋士。愛称は「チッチ」。現在は40代と推定される。
10歳で女流棋士になり、12歳で女流名人になった経歴と実力を持つ。当時6歳だった文字山が将棋を始めるきっかけになった人物でもある。将棋人口を300万人も増やして当時人気が低迷していた将棋を救い、「将棋界に舞い降りた救世主」とまで呼ばれたが、女流名人を三度防衛した後突如引退。以後約30年間消息を絶つ。引退理由は誰にも話しておらず、彼女の親も知らないとの事。前職はクラブのホステスで、鬼将会メンバーのスカウトに年齢25歳と偽り、超強引に鬼将会ビルに乗り込んだ。ビル内でもホステス業に従事している。ブランクが長い割には「端歩突き越し戦法」「ダイレクト四間飛車」などの最新戦法を難なく使いこなす。また、チッチだった頃はその可愛らしい外見とは裏腹に、無理攻めを強引に通してしまう鬼の様な責めの棋風から「鬼天使」と呼ばれていた。
実は子供の頃に谷生から直接将棋を教わった事があり、本人曰く「鬼将会第四の鬼」。彼女が史上最年少で女流名人になれたのは、この谷生の指導によるところが大きい。（老化防止の為に）実力を抑えており、谷生との対局で全力を開放するつもりだと発言している。最初に出会った時から谷生に一目惚れしていたが、それのせいで恋愛に全く興味のない谷生に捨てられてしまい、もう一度谷生に振り向いてもらうために将棋を磨いていた。
若いホステス相手に全駒を連発する澄野を見ていられないという理由で、客としてやって来た文字山と澄野の席に呼ばれもしないのに座り、澄野と対局。仕返しとばかりに澄野に全駒で圧勝するが、同時に澄野に好意を抱く（ただし「ババァ」と呼ばれることは嫌がっている）。その後「そよが勝てばチッチがモンジ隊に入り、チッチが勝てば澄野が10日間チッチのドレイになる」事を条件にそよと対局する。受けを得意とするそよを相手に終始優勢に進め、元名人の力を見せつけるが、そよの空中矢倉に敗退。モンジ隊に入り「お母さん」の登録名で戦う。
その後のなりゆきから澄野、斬野と共に更に上の階に上がる事になり、更に鬼将会主催のトーナメントの参加者として1回戦第4試合で谷生卑弥呼と対局するが、敗れて限界まで力を使いきり死亡。文字山はじめファンからは号泣された。愛されることはなかったものの谷生が遺体を持ち去り、最後まで抱いていた。
右角ヒサシ（うかく ヒサシ）
地下ナンバーワンの実力を持つ真剣師。thee michelle gun elephantのHigh Timeを聴く事で性格が豹変し、棋風も超攻撃的で凶暴に変化する事から「獣人右角」の異名を持つ。実は元奨励会（二段で退会）であり、菅田と本当の意味で世界を共有できる登場人物の一人でもある。誰に対しても最初は右四間飛車のみで戦い、頃合いを見計らって「獣人」モードへと切り替わり殴り倒す戦術を使う。たとえ敗北してもその局面から何時間もかけて勝ち筋を見つけ出し、刀を鍛え研ぐように右四間飛車を育て上げてきており、生半可な集中力・実力では太刀打ちできない。
地下ではいつでも階上に上がれた程の実力者であり（地下で数百万稼いでいた）、菅田との対局後にその真意を明かす。地下では本気で将棋を指さなかったようだが、人生の大半を将棋に捧げた者同士である菅田とは、自らを解放した防御無視の超攻撃的将棋をもって己の全てを懸け対局を行い、激戦の末敗北する。菅田を見て思う所があったらしく、彼と同時に受けの階に上がる事を決めた。
その後はモンジ隊に加入し、モンジ隊の切り込み隊長として活躍していたが、そよや鈴木八段が先鋒を務めるようになってからは将棋を指す場面は減り、最近では主にツッコミ兼解説を務めている。1角鬼が文字山を拉致した際にはそれを尾行し、代わりに対局を行おうとしたが、鈴木八段に制された。トーナメントでは再び菅田と対戦して激戦の末に敗北するが、凛の心を射止めることに成功。その後ビル爆発騒動に巻き込まれつつも生存。六年後は凛と結婚して真剣師として活動中。
マムシ
元鬼将会の真剣師。空中賭博場で菅田と戦い、敗北する。鬼将会のメンバーからは、比喩として「ジェロニモ」と呼ばれている。
その後、自らの命を懸けて菅田に挑むも敗北。片腕を代償に脱出したものの行く当てもなく、もはや死ぬのみという状況に陥るが、菅田の説得と彼の勧めで会った二こ神により生きる希望を見出し、彼の元で共に暮らす事になる。その後、澄野とチッチが上の階に上がりモンジ隊から抜けた為、二こ神と共にモンジ隊の新メンバーとして加入する。また、羽比田の将棋指導も進んで行っているようである。
3本角の鬼に拉致され対局する覚悟を固めるが、彼を追って来た二こ神に制され、二こ神と3本角の鬼の対局、そして二こ神の死を見届けることとなった。
二こ神に報いるためにトーナメントに変装して出場するが敗れる。その後ビル爆発に成功して二こ神とあの世で再会出来ることを喜びながら死亡した。
凜（りん）
鬼将会の管理する地下の独立将棋国家において警察の役目を担う女性で、本人曰くアサシンの見習い。そよをも上回る巨乳だが、肉弾戦は相当強い。
地下将棋世界に連れてこられた菅田と関わり合う内に彼を好きになり、想いを伝えようとするが、今まで恋をしたことがなかった為に想いを伝えきれず、妙にちぐはぐな告白となってしまう。結局失恋してしまうが、まだ菅田のことを諦めていない様子。右角から熱烈にアプローチをされているが、相手にしていない。鬼将会ビルを自由に出入りできるため、（菅田の頼みで）モンジ隊のメンバー補充のために二こ神とマムシを勧誘に行ったりしている。また、谷生に何としても（盤外においても）一矢報いたいそよの頼みで彼女に蹴り技のレクチャーを行い、逆に将棋を教わるという、お互いに自分の特技を教え合う関係を築いている。
鬼将会ビルの中で警備を担当する女性は多数登場するが、彼女はまだ師範であるジョンス・リーに直接指導して貰える位階ではないらしく、地下将棋国家の治安維持係や上層階での給仕係に甘んじている。
菅田と右角の再戦中に右角への想いを感じ気持ちに応える。そよ達の戦いを見て見習いでも勝てると成長して、地下ビル爆発では大暴れし貢献した。六年後は右角と結婚。ザンガール活動をすることで斬野から収入を得て、安定しない夫を支えている。

### 鬼将会
氷村（ひむら）
菅田を拉致し独立将棋国家に連れてきたロングヘアーの男。のらりくらりと相手をかわしながら、じわじわと追い詰める将棋を指す。過去に「将棋学園クエスト」のラスボスとして菅田と将棋を指し、敗北した事がある。また、顔は伏せられていたが、羽比田が入手した鬼将会vsプロの対局映像にて三沢九段や地多七段を手玉にとっていたのも彼だと思われる。メイド好きで、メイドと縁遠い女性がメイドの格好をした際のギャップに本人曰く「グッとくる」らしい。
「メイドってところにグッときた」という理由でそよが開催した秋葉原での将棋イベントに現れ、「そよが勝ったら氷村が鬼将会のアジトまで這って案内し、氷村が勝ったらそよが鬼将会専属のメイドになる」という条件でそよと戦う。穴熊囲いで防御を徹底した上でそよのミレニアム囲いを崩しにかかるが、怒りを爆発させて攻めまくるそよに完敗。約束通り鬼将会のアジトまで地面を這って案内する羽目になってしまう。その後はボロボロになりながらそよをアジト入口まで案内した際に、発信器を頼りに丁度アジトに到着していた斬野・澄野と遭遇。門番として立ちはだかり、斬野を倒すも澄野には敗北し、そよと澄野の侵入を認めた。その後も、文字山の原稿の回収係をしていたり、山垣にノックアウトされた文字山の治療を手配したりと、菅田グループに色々な形で関わってきている。
キザキと共に文字山と澄野を騙して将棋ボクシングに誘い、モンジ隊の戦力を削ろうとするも返り討ちにあってしまったため、仕方なく澄野、斬野、チッチが更なる上階に挑戦する事を認めた。トーナメントでは司会進行役を務めた。鬼将会崩壊後も生存して真剣活動を行っている様子（菅田とそよの再会の場に同席）。
キザキ
氷村と共に菅田のアパートに放火し、菅田を拉致した上独立将棋国家に連れてきた色黒の男。角換わり腰掛銀という戦術を好んで用いる。将棋だけでなく、ボクシングでも腕に覚えがある描写がある。
将棋コロシアムではネットスターズというチームを率いてモンジ隊と戦うが、右角と千鳥チコに敗れる。その後は氷村と共にモンジ隊の人数を削ろうと将棋ボクシングでの対戦を持ちかけるが、澄野に返り討ちに遭った。
十傑
独立将棋国家で十指に入る実力者たち。名前の分かっているものは、右角を筆頭に、白木屋、三崎、四川。
いずれも菅田とそよに倒される。
銀島（ぎんじま）
独立将棋国家の真剣師。地下では上位30位に入る手練。矢倉の使い手で、菅田の雁木を「雁木は矢倉のデキの悪い兄キ」「矢倉は長年の間に幾多の定跡をチューンナップされた『高性能マシン』だが、雁木は戦術として時間の止まった『籠』」と馬鹿にするも、二こ神の「進化した雁木」を受け継いだ菅田に敗れる。
地無（ジム）
独立将棋国家の真剣師。地下では上位20位前後の実力者だが、同時に随一の武闘派でもあり、用心棒も請け負っている。他の真剣師からは「ある意味最大メンドくさい敵」と認識されている。
地下に放り込まれ、疲れ果てて眠っていた菅田から2万円を奪い取った。その後菅田と2万4千円を賭けて勝負を行い、対局の合間に菅田の顔面にパンチをかます盤外攻撃を交えて戦うも、結局は菅田に敗れる。その後は、文字山のアシスタントの身柄を賭けた闇対局の用心棒を務めていたが、ここでも澄野によって「暴れ牛」呼ばわりされたあげく一撃で倒された。
山垣
筋骨隆々の逞しい体格をした大男で、氷村曰く「鬼将会が誇るターミネーター」。また、菅田拉致の際に運転手を務めていたのも、服装や容姿を見るに恐らく彼だと思われる。将棋ボクシングを得意とし、将棋で勝つよりもボクシングでKOを狙う戦い方をする。かつて澄野と将棋ボクシングで闘って敗北した事があり、それ以来澄野を唯一のライバルと思っている。
ジョンス・リー
鬼将会に協力する八極拳士。目に映る人間の強さを視覚的に感知できるという特殊能力と、本人曰くプロレスラー10人分という人外のスタミナ、将棋盤に駒をめり込ませられる程の腕力を併せ持つ。ストリートファイト1200戦無敗という歴戦の猛者で、澄野曰く「日本で一番喧嘩の強い男」。代打ちが主な仕事だが、普段は暗殺部門の師範を務めている。鬼将会内でも独自の立ち位置を築いている。
油田を勝利報酬にアラブの富豪らしき男の代打ちをしていた所、鬼将会ビル上層部に潜入した菅田と百時間切れ負けルール（持ち時間はお互い50時間、対局中は睡眠・水以外の飲食物の摂取も不可）で戦う事になる。その圧倒的なスタミナに物を言わせて対局を優位に進めるが、そよを救いたいという一心で戦う菅田に気圧されて逆転を許し、最終局面では「駒を将棋盤にめり込ませ、物理的に取れなくして時間切れに持ち込む」「打ち駒の勢いで将棋盤を破壊し無効試合を狙う」という反則じみた技で抵抗するが、それでも攻めを止めない菅田の執念の前に負けを認めた。彼と菅田の対局を谷生が目撃したために、鬼将会を巡る戦いは新たな局面を迎える事となった。その後の全てを開放したそよに十五漢渺茫を重ね合わせていた。
作者の前作『エアマスター』にも同名・同容姿の八極拳士が登場している。
シャンチーJr
鬼将会お抱えの医師。なまず髭を生やした怪しい雰囲気の小男。無免許医。対局に負けた斬野やマムシの腕を切断したり、内臓の一部を切除する事で残り寿命をかなり正確に操作する（澄野は残り寿命が5年になるように、小腸など消化器系の一部や片方の肺を切除された）など、高度な医療技術を持っている。鬼将会の最古参メンバーではあるが、トリップ時には谷生の命を狙う旨の発言もしており、その忠誠心は低い。
施術する相手に対して何らかの悲劇的なシチュエーションを求める性格の持ち主で、初対面である斬野の心臓を抜き取る事を「（斬野に）思い入れがないから面白くない」と渋ったり、澄野が斬野の代わりを申し出た際の「暇つぶし」という理由を嫌がり、2人を勝手にボーイズラブ関係という設定（斬野が本物のボーイズラブである事は想定外だったようである）にしたりしていた。
将棋スタイルは、様々な薬物によるドーピングで読みの力を極限に高めるという闇医者らしいもの。更に、そこに疑似自殺を併せる事で精神世界にトリップし、「神に最善手を授かる」という特異極まりない戦術も用いる。
鬼将会主催のトーナメントでは、1回戦第6試合でかなしいいろやねんと対局。前述の力でかなしいいろやねん（のバックにいるプロ棋士3人組）を追い詰めるが、結局はプロ棋士3人組のそれぞれの強みを最大限に活かしたコンビネーションに敗れた。最後は薬の副作用により意識を失った（この時トリップ世界では、神に悪態をついたために天罰を受けているような描写が見られた）。
橋架男（はしかけお）
「谷生さんと共に鬼将会を作りあげた男」と呼ばれる、鬼将会最古参メンバーの1人。オールバックに眼鏡をかけた壮年の男性。谷生の初代用心棒（元・柔術のブラジルチャンピオンの実力者）であり、鬼将会ビルを設計・建築した建築家でもある。現在は名前の通り橋の設計・建築をしており、「頼まれれば世界中どんな場所でも完ペキな橋を架ける」と発言している。
将棋においても同じ信念を持っており、自陣最前列に金・銀・桂馬などを全て並べる「金銀橋（リッチブリッジ）」というオリジナル戦法を好んで用いる。
鬼将会主催のトーナメントでは、1回戦で右角と対局して敗れる。その後ビル爆破勢に捕らえられて、自白剤など過剰使用されることで、味方となって活躍するものの、最後には爆発に巻き込まれ死亡してしまう。
三匹の鬼
鬼将会の伝説になっている、谷生直属の部下。全員が常人の倍はある巨漢。被っているヘルメットからそれぞれ1 - 3本の角が生えており、「1角鬼」「2角鬼」などと呼ばれている。谷生本人からその技術を伝授された「谷生のコピー」であり、非常に高い棋力を持つ。「“将棋”と“暴力”の使い」を自称しており、相手が対局を断ると暴力で殺すことも辞さない。谷生の指令に従って菅田グループの壊滅に乗り出し、各メンバーに「負けたら『連れていく』＝殺す」という条件の対局を無理やり挑んで一人ずつ消していくという手段を採る。
最初に動いたのは3本角の鬼で、グループ最弱の羽比田を狙い、それに割って入った海豚七段と対局。彼に勝利し、拉致・殺害した。さらに次のターゲットをマムシに定めるが、二こ神が割って入ったため彼と対局する。二こ神の打ち筋をことごとく読み尽して圧倒するが、考えることを止めてこれまでの将棋人生に全てを委ねて指した二こ神に逆転敗北を喫する。決着後は、自分達の掟に従って服毒自決した。
1本角の鬼は3本角の鬼の死後、彼の後を継いで菅田グループ壊滅に乗り出す。文字山をターゲットに定めて殺害を図るが、それを尾行していた右角と鈴木八段に妨害され、鈴木八段と指すことになる。鬼の体格に合わせて作られた巨大な将棋盤と駒を用いて自分のペースを作り（曰く「なじんだ道具で指せば調子も出る」）、「石田流崩し」を仕掛けるが、「将棋に勝たねばならない」プロの意地を見せつけられる形で敗北。3本角の鬼と同様に服毒自殺した。
2本角の鬼は1本角の鬼と並行して菅田を直接狙うが、そこに居合わせていた澄野と斬野に阻まれ、直接的な肉弾戦で戦う。前歯を全て折られながらも二人を暴力で圧倒し、斬野の義手を破壊した上に澄野を戦闘不能状態に追い込んだ。だが、斬野に止めを刺す直前、チッチが将棋での闘いを提案したために暴力を一時収めざるを得なくなり、その間に回復した澄野に痛烈な反撃を喰らう。最後は2人の低空ドロップキックで両足を破壊され体勢を崩したところに、澄野の渾身の一撃で頭部を砕かれ死亡した。
谷生（たにお）
鬼将会の創設者で、元奨励会三段。そよや菅田、澄野が手も足も出ず、タイトルを保有するプロ棋士をもあっさりと倒す程の凄まじい実力者で、将棋に負けたそよの父と兄を死に追いやった張本人でもある。将棋の研究にも余念はなく、「新鬼殺し」などの強力な戦術を開発している。そよの母親・つやとの間に一子を儲ける。登場シーンでは殆ど無表情に近く異様な存在感を示しているが、巻末の書き下ろし漫画でパンケーキを丸ごとバケツ一杯のメイプルシロップに漬けて食べ、その味に感激するなどギャグタッチな描写も見られる。一見若そうな風貌だが、（数十年前の）幼き千鳥チコに初めて話しかけたコマでは彼女と同年かそれより上と見受けられる容姿であり、年齢は全くの不詳である。また、澄野の顔面フックや腹部へのパンチラッシュにそよ渾身の側頭蹴り、果ては銃撃を受けて瀕死状態になった際にすら痛がるなどのリアクションを一切見せない（ラッシュに対しては快感とまで言い切った）。
5歳の頃には既に「なぜ自分は全知全能の存在ではないのか」という子供らしくない疑問を抱き、歴史を学んでは「生まれる時代を間違えた」と人生を諦観する程異常な子供だった。だが、ある日授業の一環で将棋を習い、駒を動かす度に泥濘にはまっていくような感覚を覚えて以降、将棋に没頭するようになる。そしてある時、たまたまテレビで内戦のニュースを見ながら将棋を指した際、一瞬「世界と繋がったような感覚」を覚え、将棋を世界に匹敵する巨大な存在だと捉えるようになった。その最終目的は将棋を世界的に普及させ、人類を精神的に進化させることである（本人曰く「世界を81マスに沈めてやる」）。
名前だけは早くから判明していたが、その姿が明らかになったのは12巻のそよの食事シーンに登場したのが初。その時は対局せずに立ち去ったが、後に再びそよの許を訪れ、「そよが勝ったら谷生は死に、谷生が勝ったらそよが谷生のメイドになる」という条件で対局。圧倒的実力差で勝利を収め、そよを連れて行こうとしたところに現れた菅田をも目隠し将棋で一蹴する。その後はそよの為に用意したという部屋に彼女を軟禁し、「着せ替えメイド」と称して幾度となく将棋で打ちのめしながら気まぐれにメイド衣装を着替えさせた。最初の頃は菅田を雑魚と断じ何の興味も持っていなかったが、菅田とジョンス・リーの百時間将棋での激戦を目撃して以降は三匹の鬼を使って本気で菅田グループの壊滅を図り始める。三匹の鬼が壊滅させられた後、そよに自分の棋譜全てを渡した。
前述の通り、研究によりあらゆる戦術に精通しており、序盤のミスを誘い最終的にはハメ手に持ち込むパターンを好む。研究範囲が異常に広く、あらかじめ決められた予定通りに相手を誘導して不可避の罠に陥れる手管は、目の前に現われた盤面に対しその都度深い読みを試みる菅田とは対照的に描かれている。
そよを鍛え上げて鬼同士でアダムとイブのような境地に至ることも目的となり、彼女を愛するようにもなっていたが、電波ジャックして世界中継したトーナメントで菅田が優勝することでその目論見は外れて激怒。日本に核を落とすことを賭けた対局を設定する。しかし菅田との対局中には実力を認めて、世界中が注目するに値する将棋が指せることに喜びを感じつつ、利敵行為になっても菅田の緩手を咎めるような表情を見せるなどもした。対局で力を使いきりながら敗北し、ビル崩壊に巻き込まれて死亡。菅田には「将棋を手に入れた世界を見てこい」、そよには「愛している」と遺言した。死亡後は菅田への遺言通りに世界に将棋が劇的に普及。そよを手に入れる以外は谷生の目的はほぼ叶ったとも言える。

谷生卑弥呼（たにお ひみこ）
谷生の実の娘。谷生の「実験」によって谷生と中静つやの間に生まれた子であるため、そよにとっては異父姉妹に当たる。見た目は幼い頃のそよに瓜二つであり、そよと同じくメイド服を着用している。谷生にもない天性のバランス感覚を持っており、幼いながらも本気のそよを下す程の実力を誇る。棋風はそよと同じ「受け将棋」だが、王を動かさずひたすらに守りを強固にしていくそよのそれとは対照的に、王自身が積極的に動いて攻撃をかわし続けるというスタイルを用いる。
鬼将会主催のトーナメントでは、1回戦でチッチと戦い勝利。その後そよと再戦するが今度は敗れて号泣する。六年後はクルと親友になりプロ棋士にもなって、名人となったそよと戦うことを目指していたが彼女の引退にショックを受けていた。

### プロ棋士
鈴木（すずき）
プロ棋士で、菅田の将棋の師匠。現在の段位は八段。「早石田流三間飛車」という有名な奇襲戦法において無理手とされてきた「7四歩」の先に挑戦し、研究の末に7四歩から始まる必勝の戦術「新・石田流」を完成させた。「指し手の速度は時速100km」「早指し王」と呼ばれる程の早指しで、早指しを最も得意とする地下の真剣師達すら全く寄せ付けない速さと強さを誇る。
海豚七段に誘われて鬼将会潰しのメンバーに加わり、鬼将会ビルの中で菅田と再会。その後は新モンジ隊のメンバーとなり、先鋒での5人抜きを幾度となく繰り返してプロの実力を見せつけていく。モンジ隊に加入した事で3匹の鬼のターゲットとなっていたが、文字山が拉致された際に自ら命懸けの対局に参戦。2本角の鬼と対局し、プロの力を見せつけて勝利した。トーナメントでは弟子ながらプロではない菅田に敗北するも彼の成長を純粋に喜ぶ器の大きさを見せた。六年後名人に挑戦するそよと共に死んだと思っていた菅田を偲んでもいた。
モデルは本作の将棋監修も行っている鈴木大介八段（前述）であり、7四歩の先の新戦術「新・石田流」を編み出したのも実話である（注釈参照）。
海豚（いるか）
プロ棋士。現在の段位は七段。14歳にしてプロ棋士（四段）になり、将来を嘱望されていたが、四段時代にアマチュアであった二こ神に敗北した事が後遺症となり、弱くはないが強くもない平凡な棋士人生を歩んできた。20年後、過去を払拭するために二こ神に再戦を挑むが、二こ神の土俵に引きずり込まれ再び敗れる。彼もまた、たった1局の対局で人生を狂わされた、将棋の魔力に魅入られた人間の1人である。
その後、羽比田、鈴木八段と共に鬼将会に潜入し、その壊滅を狙って動き始める。しかし、トイレで3本角の鬼に羽比田が対局を迫られているのを目撃し、彼を救うために対局を行った結果敗北。そのまま連れ去られて大量の睡眠導入剤を飲まされて殺害され、モンジ隊初の犠牲者となってしまった。
DS版によると下の名前はマス夫。
的当瞬（まとあて しゅん）
将聖のタイトルを有するプロ棋士。サングラスをかけているが、対局時は眼鏡にかけかえる。神社に勝利祈願をし、勝利したらお礼参りを行うという習慣がある。
ある対局に勝利後、いつものように神社でお礼参りを行っていた所、鬼将会の「プロ棋士狩り」のターゲットとされ、「勝ったらプロ棋士狩りを止め、負けたら鬼将会にレンタル移籍される」という条件で対局を行う。相手が匡体（コンピューター）であったため油断してかかるが、実際の対戦相手は谷生であり、新手に翻弄された末に敗北した。

### その他の人物
羽比田（はぴた）
「将棋学園クエスト」のレアカードを手に入れる為に菅田を雇ったオタクの青年。最初は菅田の実力を疑っていたが、ラスボスに勝利して超レアカード「やすひ子」を手に入れた菅田を尊敬するようになる。後に自身もゲームではなく実際に将棋をするようになり、「菅田の弟子」を自称する。その後もネットで鬼将会の情報を収集するなどして協力している。最初は完全な素人だったが、鬼将会との闘いの中で将棋を学ぶようになり、今では10枚落ちでマムシに勝つ（5級相当の実力）程度まで成長している。
鬼将会の「プロ棋士狩り」が本格化してきたのを見て鬼将会の事を本格的に調べ始め、その過程で海豚七段と出会い、共に鬼将会に潜入することとなる。三匹の鬼の最初のターゲットにされてしまい殺されかけるが、海豚七段が身代わりになったことで救われた。その後ビル崩壊騒動ではザンガード二号となり歌声でネズミを操ることなどで活躍。鬼将会崩壊後の六年後も活動は継続している模様。
釣り好キ四平さん
天才釣り少年が釣りをし続けた結果、ホームレスに転落した男性。二こ神のホームレス仲間。巻末のおまけ漫画に登場する。ヌシの角の秘密を解き明かした。
中静春造（なかしず しゅんぞう）
そよの父親。プロ棋士になれなかった一人であり、その夢を娘であるそよに継がせるため、拷問じみた将棋特訓を日夜行わせていた。プロにこそなりそびれたが、真剣師としてはかなりの腕前を誇る。
かつての真剣師を何人も倒して回っていたが、それが原因で谷生に直接対決を挑まれ敗北。その後の経緯は不明だが、鬼将会によって死に追いやられた。同じく鬼将会に敗北したそよの兄も直後に自殺している。
中静つや
そよの母親。容姿は娘のそよにかなり似ている。20年前に二こ神から求婚されるも言下に断る。
かつて、そよの父親の春造と谷生の対局で賭けの対象となる。谷生の勝利によって春造から奪われ、谷生との間には卑弥呼が誕生した。
チョコ、メイプル、カスタード、プリン
そよと共に働いているメイド達。本名は不明。将棋を指す事はできるようで、そよの開催した鬼将会を誘い出すためのイベントでも将棋を指していた。プリンはそよをも上回る巨乳で、「覇乳1（ハチチワン、ハチワンにかけていると思われる）」の称号を与えられている。
ヌシ
二こ神やマムシが暮らしているそばの川に棲む巨大な魚。二こ神や釣り吉四平さんは、これを釣り上げる事を一つの目標としている。
二こ神やマムシよりも2周りほど大きく、口には鮫のように尖った歯がびっしりと生えており、普通の魚類とは思えない姿形をしている。頭から何本もの角のような物が生えているが、これは釣り好き四平さんの努力の末、ヌシを捕食しようとして逆に水中に引きずり込まれて死んだ獣が突き立てた牙や鍵爪が残った物である事が明らかになっている。
川に落ちた二こ神やマムシを捕食しようとした所、二人を勧誘するためにたまたま訪れた凜によって陸に叩きつけられて殺され、食べられた。

## 用語解説
真剣師（しんけんし）
将棋などの対局に金銭をかける「真剣」を行う者。
鬼将会（きしょうかい）
谷生（たにお）により創設された、謎に包まれた真剣師集団。奨励会三段まで上り詰めながらもプロになれなかった、いわゆる「元奨」と呼ばれた者達を谷生が集めたのが始まりとされる。そよや斬野、澄野の最終目的はこの組織を潰す事である。住所は東京都東京区東京9ノ9ノ81。
最初はヤクザの代打ちなどを務めていたが、自分達を飼っていた組を内側からのっとり、更に情報戦で他の組をも次々に潰していった結果、今ではヤクザさえ避けて通る存在になっている。将棋の頂点に立ち、神となることが目的で、その為には人の命など何とも思わない。今では探ろうにも地下に潜り入り口さえ掴めなくなっている。
恐ろしく巨大なビルと、氷村曰く「核シェルター」の戦時中の防空壕や廃線になった地下鉄などを繋ぎ合せた広大な地下空間を有し、将棋の理解を深めるための研究・対局が日夜行われている。ビルの内部は、独立将棋国家を含む地下空間、将棋好きの有力者に極上物の対局を提供する将棋コロシアム、将棋を通して「代理戦争」を行う賭け将棋のフロア、集められた孤児に徹底的な将棋の教育を行う部屋、護衛として配置されている暗殺者の訓練場、谷生の自室などが存在している。
組織内ではあらゆる状況において将棋の勝敗が重要視され、重大なルール違反を犯した者も将棋に勝ちさえすれば正しいとされてしまう。しかし、鬼将会の成り立ちゆえに暴力が将棋と同等の価値を持っており、将棋の勝負を挑んだ者が暴力で倒されても、それはそれで済んでしまう場合が少なくないなど、組織内の価値観は必ずしも一定しない。
なるぞうくん
作中の登場人物・文字山ジローの代表作。またその漫画に登場する「歩」のキャラクター。語尾に「ナル」とつけてしゃべる。
ザンガード
悪人からアキバの平和を守る仮面のヒーロー。その正体は謎に包まれている。
将棋学園クエスト
ゲームセンターのオンライン・トレーディングカードゲーム。略して「将クエ」。専用のトレーディングカードでデッキを組んで戦う。「クエスト」と「マニュアル」2つのモードがあり。マニュアルモードではタッチパネル方式の画面で将棋を指す事が可能。「香子」「桂子」などのキャラカードと「四間飛車」「妙手」などの戦法カードがある。レジェンドオブ超激最強レアカードは安彦良和画のサイン入り「やすひ子」、パラメータは、攻め99、受け99、直感99、大局観99。
独立将棋国家
通称は地下。ちなみにエレベーターの表示は「SHOGINATION」とそのまんま。実力を測る為に必ず入れられる世界のようで、2万円を持たされてこの世界に入れられる。100万円貯めれば地上に戻ってくる事ができる。
真剣師のみが滞在しており、食事のできる休憩所や医院、バイトのできる風呂屋（給料は100円／8時間と、労働基準法違反な薄給）にRGM-79という名のジムやコインランドリーと、生活ができる最低限の設備や物が揃っている。100万円溜めねば上に上がれず、のたれ死ぬ者もいると言う異常な世界だが、将棋指しには居心地が良い場所らしい。
ハチワンシステム
菅田が編み出した、雁木囲いから発展させた新戦法。
雁木囲いにする序盤の指し筋そのものが居飛車か振り飛車か分かりづらく、その後に相手が取った対策に合わせ、そのまま振り飛車か居飛車に変更、もしくは急戦に切り替えて一気に攻める臨機応変な戦法。
漫画オリジナルの戦法だが、作者はゲームの発売記念で開催された藤田綾女流初段（当時）との対局でこれを用いて勝利した。
実際の考案者は不明。

## 単行本
- 柴田ヨクサル・鈴木大介（将棋協力） 『ハチワンダイバー』 集英社〈ヤングジャンプ・コミックス〉、全35巻
  1. 2006年12月24日第1刷発行（12月19日発売[集 1]）、ISBN 978-4-08-877185-4
  2. 2007年3月24日第1刷発行（3月19日発売[集 2]）、ISBN 978-4-08-877230-1
  3. 2007年6月24日第1刷発行（6月19日発売[集 3]）、ISBN 978-4-08-877283-7
  4. 2007年9月24日第1刷発行（9月19日発売[集 4]）、ISBN 978-4-08-877325-4
  5. 2007年12月24日第1刷発行（12月19日発売[集 5]）、ISBN 978-4-08-877363-6
  6. 2008年3月24日第1刷発行（3月19日発売[集 6]）、ISBN 978-4-08-877414-5
  7. 2008年5月7日第1刷発行（5月2日発売[集 7]）、ISBN 978-4-08-877446-6
  8. 2008年8月24日第1刷発行（8月19日発売[集 8]）、ISBN 978-4-08-877489-3
  9. 2008年11月24日第1刷発行（11月19日発売[集 9]）、ISBN 978-4-08-877542-5
  10. 2009年2月24日第1刷発行（2月19日発売[集 10]）、ISBN 978-4-08-877591-3
  11. 2009年5月24日第1刷発行（5月19日発売[集 11]）、ISBN 978-4-08-877639-2
  12. 2009年8月24日第1刷発行（8月19日発売[集 12]）、ISBN 978-4-08-877694-1
  13. 2009年11月24日第1刷発行（11月19日発売[集 13]）、ISBN 978-4-08-877751-1
  14. 2010年2月24日第1刷発行（2月19日発売[集 14]）、ISBN 978-4-08-877802-0
  15. 2010年5月24日第1刷発行（5月19日発売[集 15]）、ISBN 978-4-08-877850-1
  16. 2010年9月22日第1刷発行（9月17日発売[集 16]）、ISBN 978-4-08-879010-7
  17. 2010年9月22日第1刷発行（9月17日発売[集 17]）、ISBN 978-4-08-879024-4
  18. 2010年12月22日第1刷発行（12月17日発売[集 18]）、ISBN 978-4-08-879082-4
  19. 2011年3月24日第1刷発行（3月19日発売[集 19]）、ISBN 978-4-08-879118-0
  20. 2011年6月22日第1刷発行（6月17日発売[集 20]）、ISBN 978-4-08-879153-1
  21. 2011年9月21日第1刷発行（9月16日発売[集 21]）、ISBN 978-4-08-879203-3
  22. 2011年9月21日第1刷発行（9月16日発売[集 22]）、ISBN 978-4-08-879209-5
  23. 2011年12月24日第1刷発行（12月19日発売[集 23]）、ISBN 978-4-08-879242-2
  24. 2012年3月24日第1刷発行（3月19日発売[集 24]）、ISBN 978-4-08-879289-7
  25. 2012年6月24日第1刷発行（6月19日発売[集 25]）、ISBN 978-4-08-879352-8
  26. 2012年9月24日第1刷発行（9月19日発売[集 26]）、ISBN 978-4-08-879415-0
  27. 2012年12月24日第1刷発行（12月19日発売[集 27]）、ISBN 978-4-08-879476-1
  28. 2013年3月24日第1刷発行（3月19日発売[集 28]）、ISBN 978-4-08-879532-4
  29. 2013年6月24日第1刷発行（6月19日発売[集 29]）、ISBN 978-4-08-879699-4
  30. 2013年9月24日第1刷発行（9月19日発売[集 30]）、ISBN 978-4-08-879650-5
  31. 2013年12月24日第1刷発行（12月19日発売[集 31]）、ISBN 978-4-08-879719-9
  32. 2014年3月24日第1刷発行（3月19日発売[集 32]）、ISBN 978-4-08-879770-0
  33. 2014年6月24日第1刷発行（6月19日発売[集 33]）、ISBN 978-4-08-879855-4
  34. 2014年8月第1刷発行（8月20日発売[集 34]）、ISBN 978-4-08-879881-3
  35. 2014年8月第1刷発行（8月20日発売[集 35]）、ISBN 978-4-08-879882-0

## テレビドラマ
2008年5月3日から7月19日まで、フジテレビ系列の土曜ドラマで、毎週の23:10 - 23:55（JST）に放送された。但し、6月7日は土曜プレミアム枠の『THE 有頂天ホテル』が放送されたため休止（21:55 - 24:50、55分繰り下げで45分拡大）。溝端淳平はドラマ初主演、サンドウィッチマンと木下優樹菜は役者デビュー作となった。
原作は主人公が真剣師の道を極めるストーリーだが、真剣は賭博であり刑法の賭博及び富くじに関する罪に抵触することから、ドラマ化に当たり内容が変更され、マムシとの対局の際、警察のガサ入れで主人公が逮捕されたことからそよに「本物の真剣師が賭けるのはお金ではない」と言われ、そよの勧めにより金を賭けない勝負を重ね、最終的には再びプロ棋士への道を目指す物語となっている。ドラマ版には女優を目指す主人公の幼馴染や、戦って以来主人公を気にかける真剣師などのオリジナルキャラクターが登場する。また、主要キャラクターの設定なども一部違いがある。終盤では、なぜかダイブをしなくなった。番組の最後には毎回出演者のだれかが微笑むようになっている。
自らもアマチュア有段者の俳優・つるの剛士がプロ棋士役でゲスト出演しており、主人公との1分切れ負け将棋をノーカット撮影で演じている。

### キャスト

#### レギュラー
- 菅田健太郎：溝端淳平
- 中静そよ：仲里依紗
- 六車里花（むぐるま りか）：安田美沙子 - 菅田の隣人。実は菅田の幼馴染だが容姿がかなり変わったため菅田は気がつかなかった。女優になるのが夢。
- 飛鷹安雄（ひだか やすお）：富澤たけし（サンドウィッチマン） - 凄腕の真剣師と呼ばれている。角田の兄貴分。
- 角田吾郎（かくた ごろう）：伊達みきお（サンドウィッチマン） - チンピラの真剣師。里花のことが好きで携帯電話のメールアドレスを入手するが、全く相手にされない。
- 月島みさき（つきしま みさき）：木下優樹菜 - 秋葉原将棋道場の店主・文郎の娘。実は鬼将会のメンバーだった。
- 月島文郎（つきしま ふみお）：渡辺哲 - 秋葉原将棋道場の店主。鬼将会・大将の旧友であり、娘が鬼将会に入っている事を知っている。
- 鈴木歩人（すずき ふひと）：小日向文世 - 菅田の元師匠。プロの棋士で段位は八段。凪が亡くなった日に桐嶋と対局し敗れる。

#### 準レギュラー
- 神野神太郎：大杉漣（第2 - 3話、第6話）
- 文字山ジロー：劇団ひとり（第3 - 5話）
- 斬野シト：京本政樹（第5 - 7話）
- 菅田歩美（すがた あゆみ）：大政絢（第6話 - ） - 菅田の妹。父親にケガを負わせた鬼将会を潰そうとする。
- 守護：中江友紀（第8話 - ）
- 御門（みかど）：ふくまつみ（第9話 - ） - 鬼将会のお手伝い。一見普通の“おばちゃん”だが、格闘の腕は確か。桐嶋が「関ヶ原の対局」を受けた理由を知っている。
- 桐嶋清十郎（きりしま せいじゅうろう）：石橋蓮司（第9話 - ） - 鬼将会の大将にして、そよの父親。かつて「関ヶ原の対局」[注釈 8]に勝利するも警察に発見され逮捕され、出所後に鬼将会を作る。あらゆる戦術を吸収し、千手先まで見通せるという秘技・千里眼の使い手。
- ナレーション：池田秀一

#### ゲスト
- マムシ：姜暢雄（第2話）
- 桂（かつら）：デビット伊東（第2話、ドラマオリジナル） - 真剣師。菅田と10万円を賭けた勝負をする。
- 海豚一郎（いるか いちろう）：池田鉄洋（第3話、第6話）
- ：咲（第7話）
- 春日京介（かすが きょうすけ）：袴田吉彦（第8話、ドラマオリジナル） - 智也の兄で陶芸家。春日兄弟として有名だか、実は鬼将会所属の真剣師。解毒剤を賭けて菅田と戦った。
- 春日智也（かすが ともや）：忍成修吾（第8話、ドラマオリジナル） - 華道家。兄と共に歩美が飲んだものと同じ毒薬を飲む。力将棋と「銀冠の小部屋」と呼ばれる守りの戦術でそよと戦った。
- 粕谷義英（かすや よしひで）：つるの剛士（第9話） - 奨励会時代に菅田の同期だったプロ棋士。アルバイトとして鬼将会の用心棒をしている。
- 桐嶋凪（きりしま なぎ）：戸田菜穂（第10話） - 16年前に亡くなったそよ（山田萌々香）の母親。
- テレビドラマの監督：森本レオ（第11話）

### スタッフ
- 原作：柴田ヨクサル『ハチワンダイバー』（集英社 ヤングジャンプコミックス刊）
- 脚本：古家和尚
- 音楽：澤野弘之
- 主題歌：新垣結衣「Make my day」
- 将棋監修：鈴木大介八段
- 将棋指導：大平武洋五段、戸辺誠四段、佐藤天彦四段
- 協力：社団法人日本将棋連盟
- プロデュース：東康之
- 演出：水田成英、松山博昭、八木一介
- 制作：フジテレビドラマ制作センター

### サブタイトル
| 各話                                                      | 放送日        | サブタイトル                                                | 演出     | 視聴率 |
| --------------------------------------------------------- | ------------- | ----------------------------------------------------------- | -------- | ------ |
| 第一話                                                    | 2008年5月3日  | 負け組が大逆転ダイブ覚醒                                    | 水田成英 | 6.8%   |
| 第二話                                                    | 2008年5月10日 | 今夜、巨乳メイドの秘密が… イケメン対マムシ、逆転バトル開始! | 水田成英 | 7.6%   |
| 第三話                                                    | 2008年5月17日 | 伝説の男・二こ神登場! 真剣三本勝負、ついに開始!!            | 松山博昭 | 11.0%  |
| 第四話                                                    | 2008年5月24日 | 二人目の真剣師は…超売れっ子漫画家!! 文字山ジロー登場!       | 松山博昭 | 8.4%   |
| 第五話                                                    | 2008年5月31日 | 文字山&なるぞう衝撃の結末! 第三の男は美形人形師…斬野登場!   | 水田成英 | 8.3%   |
| 第六話                                                    | 2008年6月14日 | 伝説の男・二こ神が再登場… 菅田ついに弟子入り                | 八木一介 | 7.8%   |
| 第七話                                                    | 2008年6月21日 | 超美形斬野と再戦&菅田の妹が初登場! 今夜家族の秘密公開       | 水田成英 | 9.5%   |
| 第八話                                                    | 2008年6月28日 | ついに鬼将会へ! イケメン芸術家兄弟の過激世界へようこそ      | 松山博昭 | 6.9%   |
| 第九話                                                    | 2008年7月5日  | 大将は誰だ? 驚愕の鬼将会本部へ突入                          | 水田成英 | 9.4%   |
| 第十話                                                    | 2008年7月12日 | 鬼将会ファイナルステージへ突入!                             | 松山博昭 | 8.9%   |
| 最終話                                                    | 2008年7月19日 | 最終回! さよならハチワンダイバー                            | 水田成英 | 8.3%   |
| 平均視聴率 8.4%（視聴率は関東地区・ビデオリサーチ社調べ） |               |                                                             |          |        |

### 備考
- 上述の通り真剣は刑法に抵触することから「このドラマの設定・登場人物はフィクションです。法律で禁止されている行為は絶対に行わないでください。」とテロップが追加表記されている。
- 原作では菅田の師匠の名前等、詳細は明らかになっていないが、ドラマでは鈴木歩人という架空の棋士になっており、新石田流も、架空の棋士である鈴木によるものになっている。
- フジテレビで放送されているドラマより先に、動画ポータルサイト「ビッグローブストリーム」の「将棋ニュースプラス」にて戸辺誠四段 他、現役プロ棋士らによる原作の実写化が配信されている。
- 仲と溝端は2009年に公開された映画『ハルフウェイ』、2012年に放送されたNHKの「ドラマ10」枠で放送されたドラマ『つるかめ助産院〜南の島から〜』、2014年にNHK BSプレミアム「プレミアムドラマ」枠で放送されたドラマ『昨夜のカレー、明日のパン』でも共演している。

| フジテレビ系 土曜ドラマ                   | フジテレビ系 土曜ドラマ                 | フジテレビ系 土曜ドラマ         |
| 前番組                                    | 番組名                                  | 次番組                          |
| ----------------------------------------- | --------------------------------------- | ------------------------------- |
| ロス:タイム:ライフ (2008.2.2 - 2008.4.19) | ハチワンダイバー (2008.5.3 - 2008.7.19) | 33分探偵 (2008.8.2 - 2008.9.27) |

## ゲーム
2009年3月24日にWiiウェア『ハチワンダイバーWii』、3月26日にニンテンドーDS用ソフト『ハチワンダイバーDS』（発売元:エレクトロニック・アーツ）、9月17日にはPlayStation 2用ソフト『ハチワンダイバー』が発売された。開発はいずれも銀星将棋シリーズのシルバースタージャパン（後述のはさみ将棋を含む）。
キャラクター原画は柴田ヨクサル描きおろし。イージーモードは将棋ゲーム史上最弱を自称している。
なるぞうくん はさみ将棋
TVドラマのDVD-BOX予約特典としてリリースされたCD-ROM。文字山戦に登場した「なるぞうくん」と「ハチワンくん」をプレイヤーキャラクターとしたはさみ将棋ゲームで、DS版とPS版にも収録されているほか、ニンテンドーDSiウェアで配信されていた。

## パチンコ
2017年1月に『CRハチワンダイバー』（発売元:TAIYO ELEC）が全国に導入された。

### キャスト
- 菅田健太郎（CV:鈴村健一）

- 中静そよ（CV:喜多村英梨）